# Кевін Глендалоський
Святий Кевін (англізований варіант імені Cóemgen, ірл. Caoimhin; 498 — 3 червня 618) — ірландський святий, відомий як засновник і перший настоятель монастиря в Глендалоху в графстві Віклов. Ушановується римсько-католицькою та православною церквою 3 червня. Є одним з небесних покровителів Дубліна.

## Молоді роки
Документальних свідчень про життя Кевіна дуже мало. Його життєпис латинською мовою стверджує, що, як і Святий Колумба, Кевін народився в дворянській родині, він був сином Кемлога і Кемелли з Лейнстера. Він народився 498 року у форті Вайт Фонтен і отримав при народженні ірландське ім'я Кемен (Cóemgen), що означає «народжений справедливим», і охрещений Кронаном Роскрейським.
Народження Кевіна і його перші роки згадуються в Стародавньому манускрипті Acta Sanctorum, який ґрунтується на низці легенд. Автор коментаря до Acta Sanctorum, о. Френсіс Берт, коментує що «хоча багато з легенд, наведених у цій роботі є сумнівними щодо достовірності, прийнято рішення визнати їх в силу давнини документа, написаного в XII столітті або раніше». Одна з легенд про дитинство Кевіна з Acta Sanctorum говорить, що коли він був немовлям, у будинок його батьків щоранку і щовечора приходила біла корова, приносячи молоко для дитини. У віці семи років Кевін вступив на навчання до святого Петрока, який жив у Лейнстері від 492 року, і жив з ченцями до 12-річного віку.

## Кілнаманах
Наступний щабель духовного навчання Кевін пройшов під наставництвом свого дядька, святого Євгенія, згодом єпископа Ердстро, графство Тірон, який у той час жив у монастирі у Віклов, де передавав учням сакральні знання. За словами місцевих жителів, цей монастир знесено в 1970-х роках під час будівництва житлового комплексу, розташованого нині на цьому місці. Святий Кевін нині вважається небесним покровителем приходу Кілнаманах у місті Таллахт.

## Глендалох
Глендалох (назва ірландською означає «долина між двох озер»), де розташовані руїни монастиря, є одним з найбільш значущих культових місць в Ірландії. До прибуття сюди Кевіна це була пустельна місцевість, ідеальна для усамітнення.

### Відлюдництво

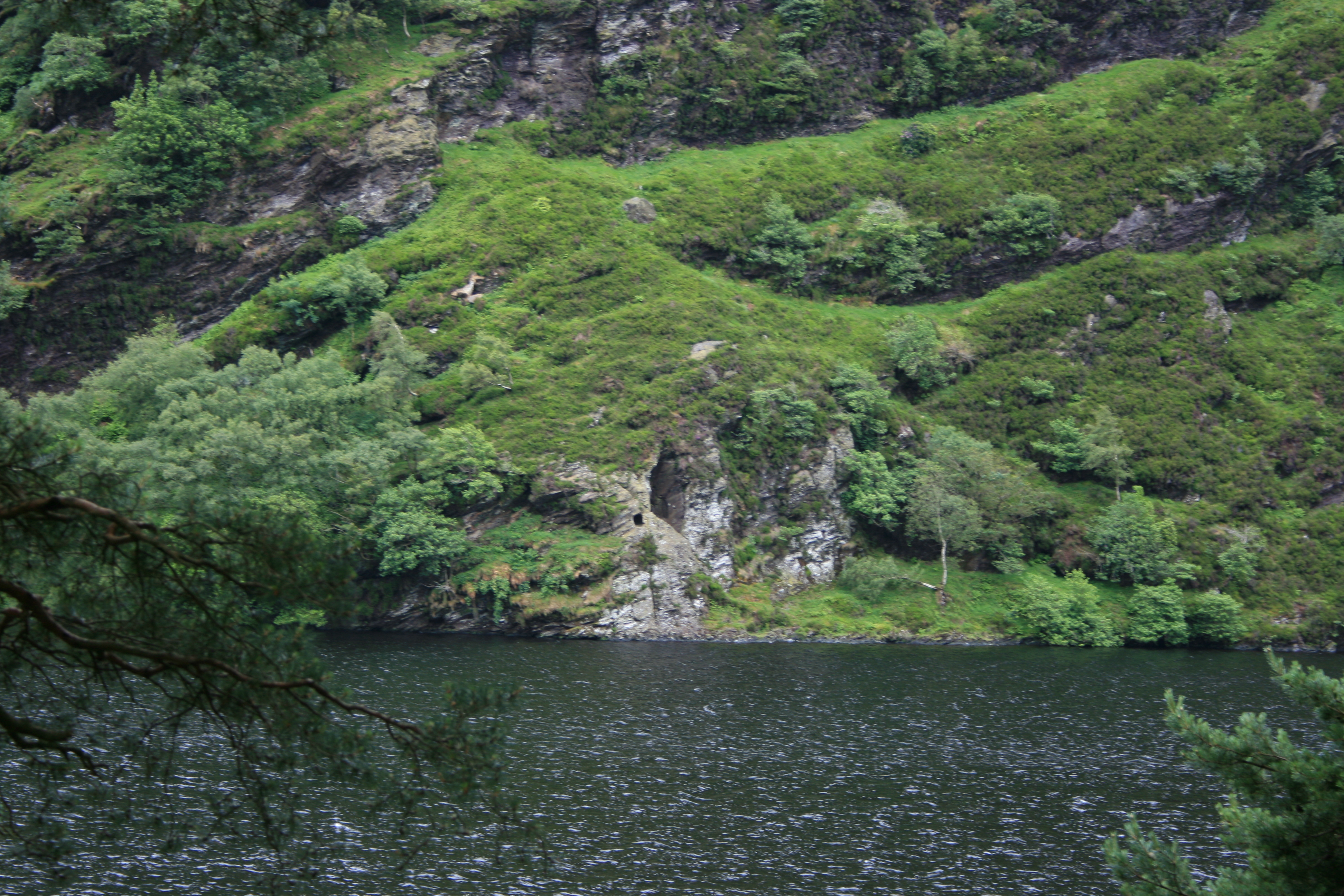
«Ліжко святого Кевіна»

Кевін був висвячений в єпископи і після свого висвячення прибув у Глендалох у супроводі своїх прихильників. Згідно з легендою, ангел вказав йому на печеру (поховання часів бронзової доби, нині має назву «Ліжко святого Кевіна» (англ. St. Kevin's bed), і Кевін оселився в ній.
Печера Кевіна вирубана в скелі, дуже близько до краю гори. Вихід з печери розташований над озером на висоті близько 10 м. Потрапити в печеру дуже важко, в неї веде лаз висотою 1 м і шириною 0,75 м. Внутрішня частина печери має всього 1,2 м в ширину і менш ніж 1 м у висоту. Оскільки доросла людина не може перебувати в ній у вертикальному положенні, цілком ймовірно, що Святий Кевін використовував печеру тільки для ночівлі або молитов, тому вона отримала свою назву.
Існує легенда, що Святий Лаврентій О'Тул використовував цю печеру під час своїх паломництв у Глендалох, особливо під час великого посту. Згідно з іншою легендою, в цій печері ховався від британських солдатів ватажок ірландських повстанців XVIII століття Майкл Дваєр. Нині підхід до печери з боку гори Лагдаф дуже небезпечний, і під час туристичного сезону відвідувачі можуть розглядати вхід у печеру тільки з озера, підпливши до нього на човні.

### Монастир

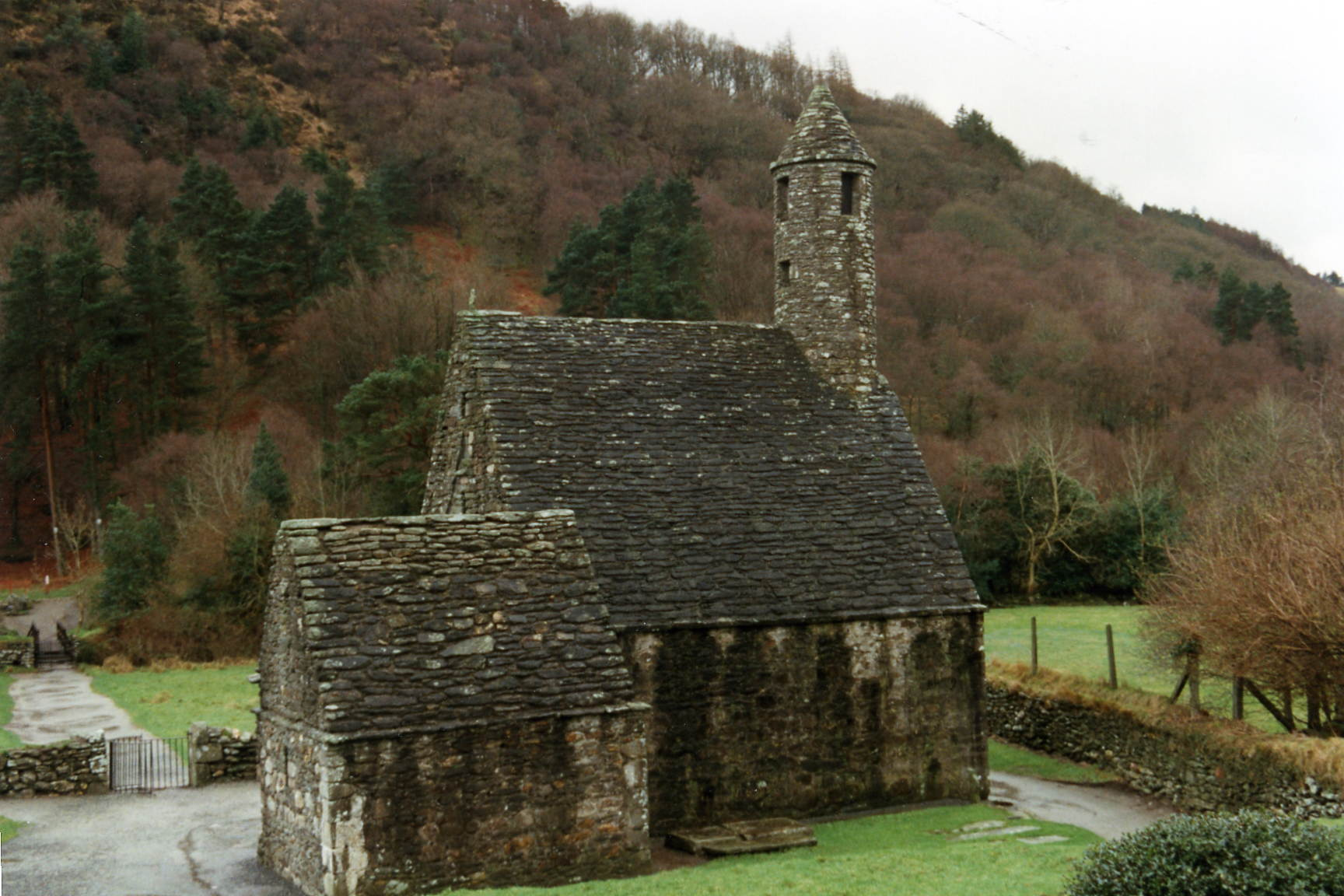
Каплиця Святого Кевіна в Глендалоху

Кевін жив у печері відлюдником, глибоко зануреним у природу, його оточували тільки тварини і птахи. Протягом семи років Кевін жив, одягнений у шкури тварин, спав на каменях і регулярно постив і молився. Незабаром у Кевіна з'явилися учні, які побудували селище на березі озера, обнесене стіною. До 540 року слава про Святого Кевіна розійшлася по всій Ірландії. Багато людей йшли до нього по допомогу і напуття. У Глендалоху побудували монастир, що дав початок багатьом іншим монастирям Ірландії.
544 року Кевін вирушив на пагорб Уснех (графство Західний Міт) відвідати святих абатів Колумба, Комгалла і Канніха. Створивши свою громаду, Кевін пішов у відлюдництво, де перебував протягом чотирьох років, і лише після наполегливих прохань його послушників повернувся в Глендалох, де до своєї смерті 618 року керував монастирем, проводячи свої дні в постах, молитвах і навчанні послушників.
Кевін належить до ірландських святих другого кола і є одним з небесних покровителів Дубліна. Глендалох, з його сімома церквами, став одним з головних місць паломництва в Ірландії.

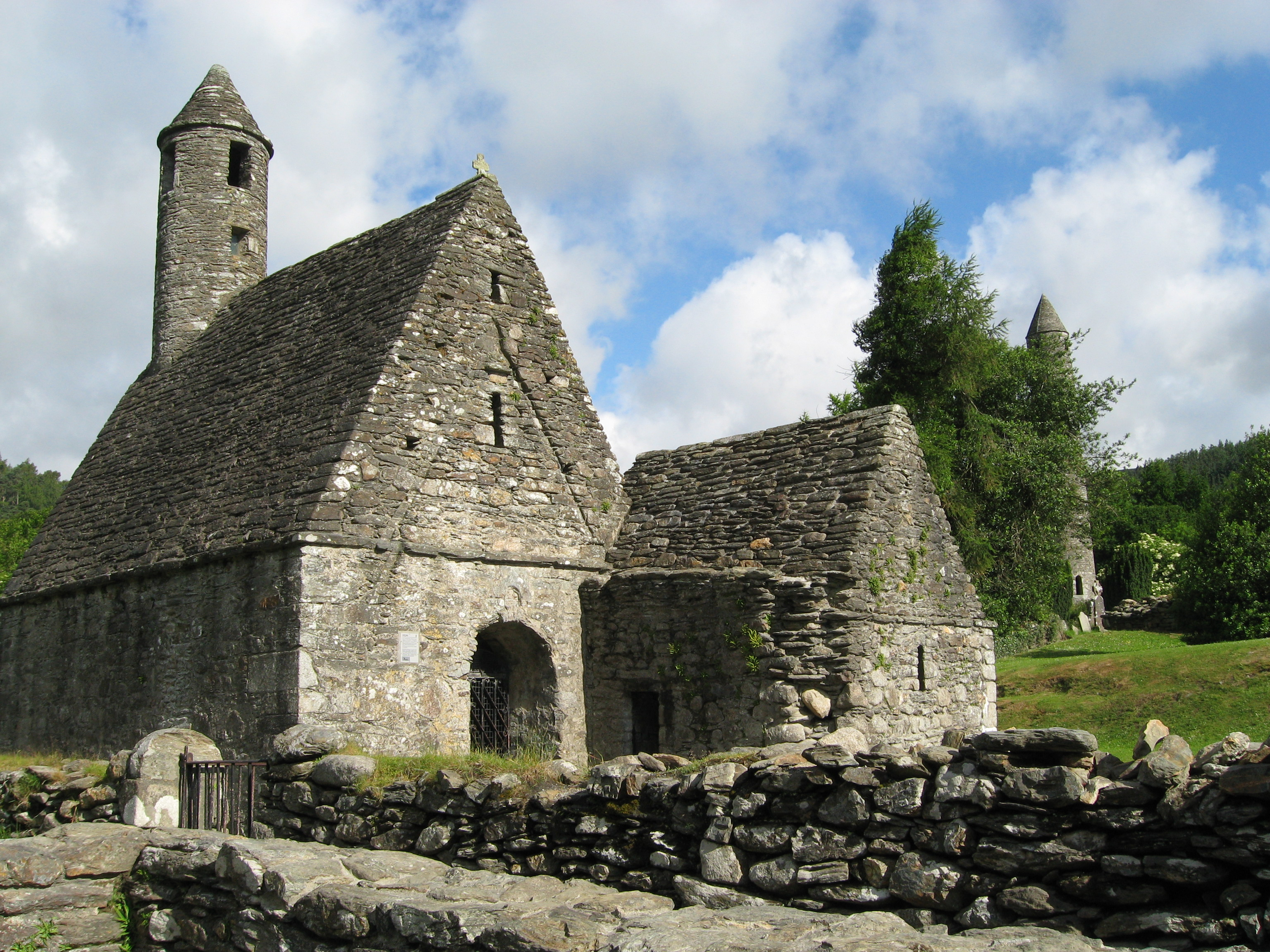
Церква святого Кевіна з Круглою вежею Глендалоху в основі.

## В культурі
У масовій культурі святий Кевін постає перш за все як аскет. Є легенда, покладена на пісню, про те як Кевін втопив жінку, яка намагалася його спокусити. Ця пісня стала популярною завдяки ірландському гурту The Dubliners, який виконує народні пісні. У першому куплеті пісні сказано: «У Глендалоху жив старий святий, відомий своєю вченістю і благочестям, його манери були цікаві і дивні, і він не дивився на дівчат».
Один з найвідоміших віршів про Кевіна — «Святий Кевін і чорний дрізд» — написав нобелівський лауреат Шеймас Гіні. У ньому розповідається, як Кевін під час молитви в своїй келії виставляє руку у віконце, і в цей час самка чорного дрозда сідає на його долоню, в'є в ній гніздо і відкладає яйця, так що Кевіну потрібно залишити руку в тому ж положенні, поки не вилупляться і не полетять пташенята.
Цикл картин валійського художника Клайва Гікс-Дженкінса, написаний близько 2009 року, ілюструє вірш Гіні своєрідною символікою, яку американська поетеса Марлі Юманс інтерпретує так: «Рука святого простягається як половина розп'яття, досягаючи нескінченності, а на відкритій долоні лежить одне з великих творінь часу: гніздо з трьома яйцями».
Церква Святого Квіфана в Уельсі, на припливному острові Крибінау, присвячена Кевіну Глендалоському.

### Первинні джерела
- Latin vita of St Kevin, ed. Charles Plummer, «Vita Sancti Coemgeni (Life of St. Kevin).» In Vitae Sanctorum Hiberniae. Vol. 1. Oxford: Clarendon Press, 1910. 234-57.
- Irish vita of St Kevin, ed. Charles Plummer, «Betha Caimgin (Life of St. Kevin).» In Bethada Nóem nÉrenn (Live of Irish Saints). Oxford: Clarendon Press, 1922. Vol. 1: 125-67 and vol. 2: 121-61. Edition available from CELT [Архівовано 14 грудня 2016 у Wayback Machine.].
- Гіральд Камбрійський, Topographia Hibernica[en].

### Вторинні джерела
- Barrow, Lennox. Glendalough and Saint Kevin. Dundalk: Dundalgan Press, 1972.
- MacShamhrain, A.S. «The 'unity' of Cóemgen and Ciarán. A convent between Glendalough and Clonmacnoise in the tenth to eleventh centuries.» In Wicklow: history and society: interdisciplinary essays on the history of an Irish county, ed. by Ken Hannigan and William Nolan. Dublin: Geography Publications, 1994. 139-50.